# Brumov-Bylnice
Brumov-Bylnice ist eine Stadt im Okres Zlín in Tschechien an der Grenze zur Slowakei. Sie gehört zum Zlínský kraj und liegt etwa sieben Kilometer südlich von Valašské Klobouky.

## Geographie
Die Stadt liegt nordwestlich des Wlarapasses im Tal am Flüsschen Brumovka in den Weißen Karpaten.

## Geschichte
In der ersten Hälfte des 13. Jahrhunderts wurde in Brumov (dt.: auch älter Braunau) eine königliche Burg errichtet, die der Landesverteidigung diente und den Wlarapass bewachen sollte. Erster bekannter Burggraf von Brumov war Smil von Zbraslav und Střílky. Für die Jahre 1294–1303 ist Ulrich II. von Neuhaus als Burggraf belegt, dem die benachbarte Herrschaft Bánov gehörte. Zwischen 1441 und 1468 besaßen die Herren von Cimburg die Herrschaft. Im Jahre 1474 überließ Matthias Corvinus die Burg für treue Dienste im böhmisch-ungarischen Krieg an Ladislav Podmanický von Podmanín.
König Vladislav II. Jagiello erhob Brumov 1500 zur Stadt. 1503 bestätigte er in der Landtafel die Einlösung der an Jan von Lomnitz auf Meseritsch verpfändeten Herrschaft Brumov mit Burg und Stadt Brumov, dem Markt Klobouk und den Dörfern Bylnice, Vlář, Štítná, Návojná, Nedašov, Nedašova Lhota, Poteč, Překaz, Ščudlov, Střelná, Senínka, Horní, Dolní Lidečko, Půlčín, Lačnov sowie der Burg Hrádek durch die Brüder Michal und Štěpán Podmanický von Podmanín. Im Jahre 1520 erwarb Jan von Lomnitz die Herrschaft von Michal Podmanický. Nach dem Tode Jaroslavs von Lomnitz erbte 1572 dessen Schwester Magdalena die Herrschaft. Sie war die Ehefrau Heinrichs III. von Münsterberg und verkaufte die Burg Brumov mit allem Zubehör 1574 an Zdeněk Říčanský Kavka von Říčany. 1573 wurde unterhalb der Burg eine Brauerei gegründet. Die Kavka von Říčany hielten den Besitz bis 1622, danach erwarb Paul Apponyi de Nagy-Appony Brumov. Zwischen 1626 und 1662 gehörte die Herrschaft Nikolaus und Esther Forgács. In der zweiten Hälfte des 17. Jahrhunderts begann eine Aufteilung Herrschaft unter mehrere Besitzer. Ab 1674 besaßen Johann Gabriel von Selb einen Teil der Herrschaft. Zwischen 1681 und 1684 gehörten drei Fünftel der Herrschaft den Rittern Bartodějský. Später erwarb Wolf Andreas von Orsini-Rosenberg einen Teil der Herrschaft und brachte 1695 mit dem Kauf des Anteils der Bartodějský den größten Teil der Herrschaft in seinen Besitz. In weiterer Anteil gehörte seit 1709 den Grafen von Waldorf. Damit ergab sich eine neue Besitzkonstellation; 41 % gehörten den Orsini-Rosenberg, ein Viertel den Rittern von Selb, 18 % den Waldorfern und 16 % den Grafen Illyesházy. 1727 kaufte Josef Graf Illyesházy den Anteil der Orsini-Rosenberg auf. 1731 erfolgte eine Dreiteilung der Herrschaft. Dabei entstand die Erste Herrschaft Brumow (Brumov I) mit der Burg Brumov sowie den Ortschaften Bohuslavice, Brumov, Bylnice, Vlachovice, Drnovice, Francova Lhota, Jestřabí, Klobouky, Křekov, Lačnov, Leskovec, Lidečko, Lipina, Lužná, Mirošov, Nedašov, Nedašov Lhota, Polanka, Poteč, Pulčín, Popov, Smolina, Štítná, Střelná Tichov, Újezd und Vysoké Pole, deren Besitzer die Grafen Illyesházy waren. Die Andere Herrschaft Brumow (Brumov II) mit dem Sitz in Haluzice fiel den Grafen von Waldorf zu. Besitzer der Dritten Herrschaft Brumow (Brumov III) mit dem Sitz Návojná wurden die Ritter von Selba. Die Grafen Illyesházy hielten Brumov I bis 1835, danach kaufte Georg Simon von Sina den Besitz.
Nach der Aufhebung der Patrimonialherrschaften bildete Brumov/Brumow ab 1850 eine Stadtgemeinde in der Bezirkshauptmannschaft Uherský Brod.
Besitzer der Güter war von 1856 bis 1876 Simon von Sina, danach bis 1894 dessen Tochter Josepha Iphigenie. Ihr folgte bis 1921 Anton Dreher. Nach dem Tode des Dreher-Enkels und Universalerben Oskar fielen die Güter 1926 seiner Mutter Edeltruda zu, die sie bis 1945 besaß. Seit 1949 war Brumov dem Okres Valašské Klobouky zugeordnet und kam Ende 1960 nach dessen Aufhebung zum Okres Gottwaldov. Im Jahre 1965 wurde Brumov und die früher selbständige Ortschaft Bylnice zusammengeschlossen. Die ehemalige Wassermühle Gattermayer ist erhalten geblieben.

## Sehenswürdigkeiten

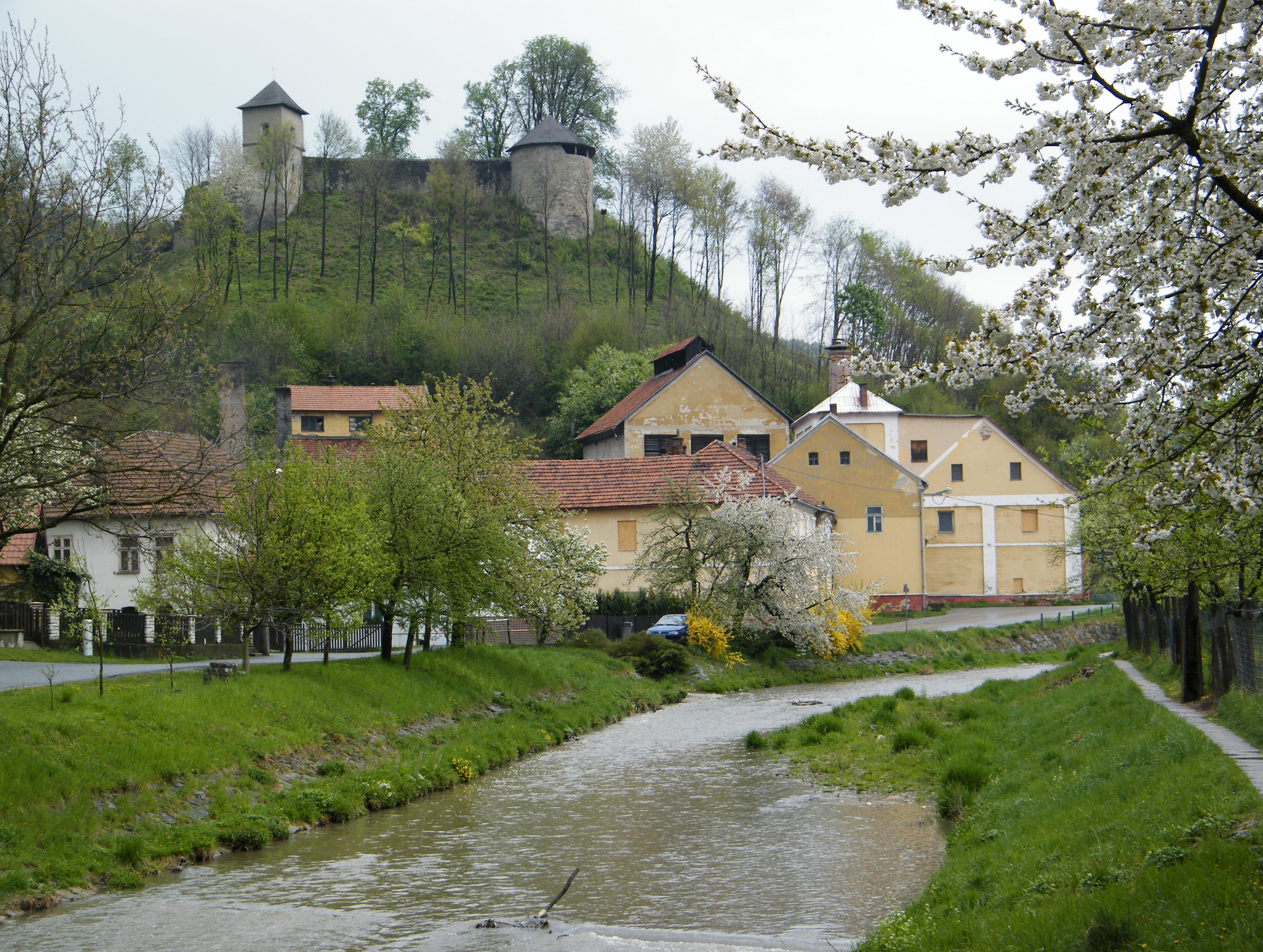
Burg Brumov mit dem Bach Brumovka

- Ruinen der landesherrlichen Burg, die in der ersten Hälfte des 13. Jahrhunderts errichtet wurde und bis Mitte des 14. Jahrhunderts im Besitz des Königs war. Sie diente zum Schutz des Wlarapasses. 1271 hielt sie dem Angriff der Tataren stand, wurde aber im 15. Jahrhundert von den Hussiten erobert. Ende des 17. Jahrhunderts gewann sie eine strategische Bedeutung in den Türkenkriegen. Nach einem Brand 1820 wurde die Burg nicht mehr erneuert.
- Kapelle der hl. Anna aus dem 19. Jahrhundert.
- Gotische St.-Wenzels-Kirche aus dem 14. Jahrhundert, 1675 im Stil des Barock umgebaut.
- Statuengruppe der Allerheiligsten Dreifaltigkeit (1777) auf dem Marktplatz.
- Jüdischer Friedhof außerhalb der Stadt.

## Ortsteile
- Brumov (Brumow)
- Bylnice (Bilnitz)
- Sidonie
- Svatý Štěpán

## Söhne und Töchter der Stadt
- Ludvík Vaculík (1926–2015), Prosaist, Feuilletonist, Publizist, Rundfunkredakteur